# Francesco Maffei

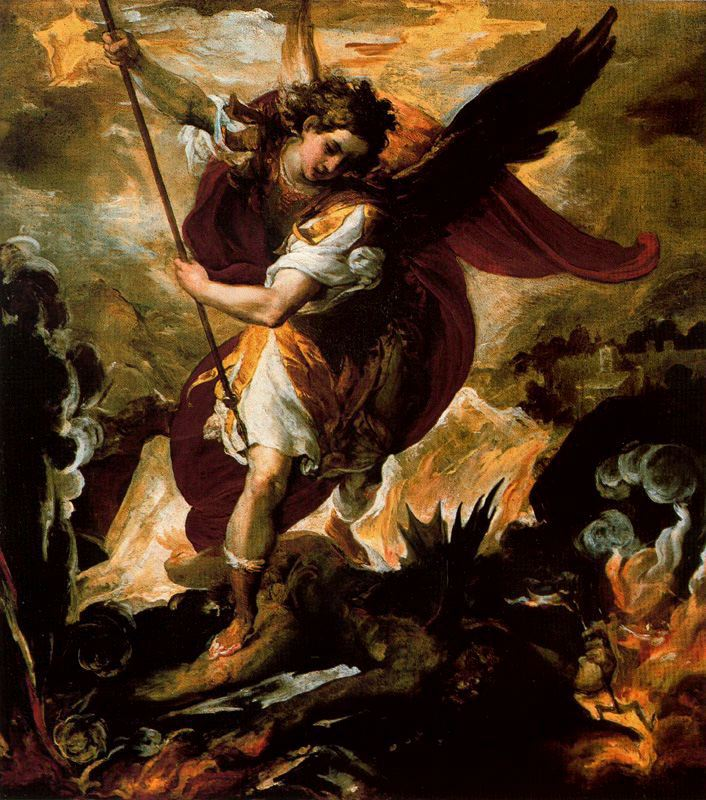
San Michele Arcangelo sconfigge Lucifero (1640-60 ca.), Museo Thyssen-Bornemisza

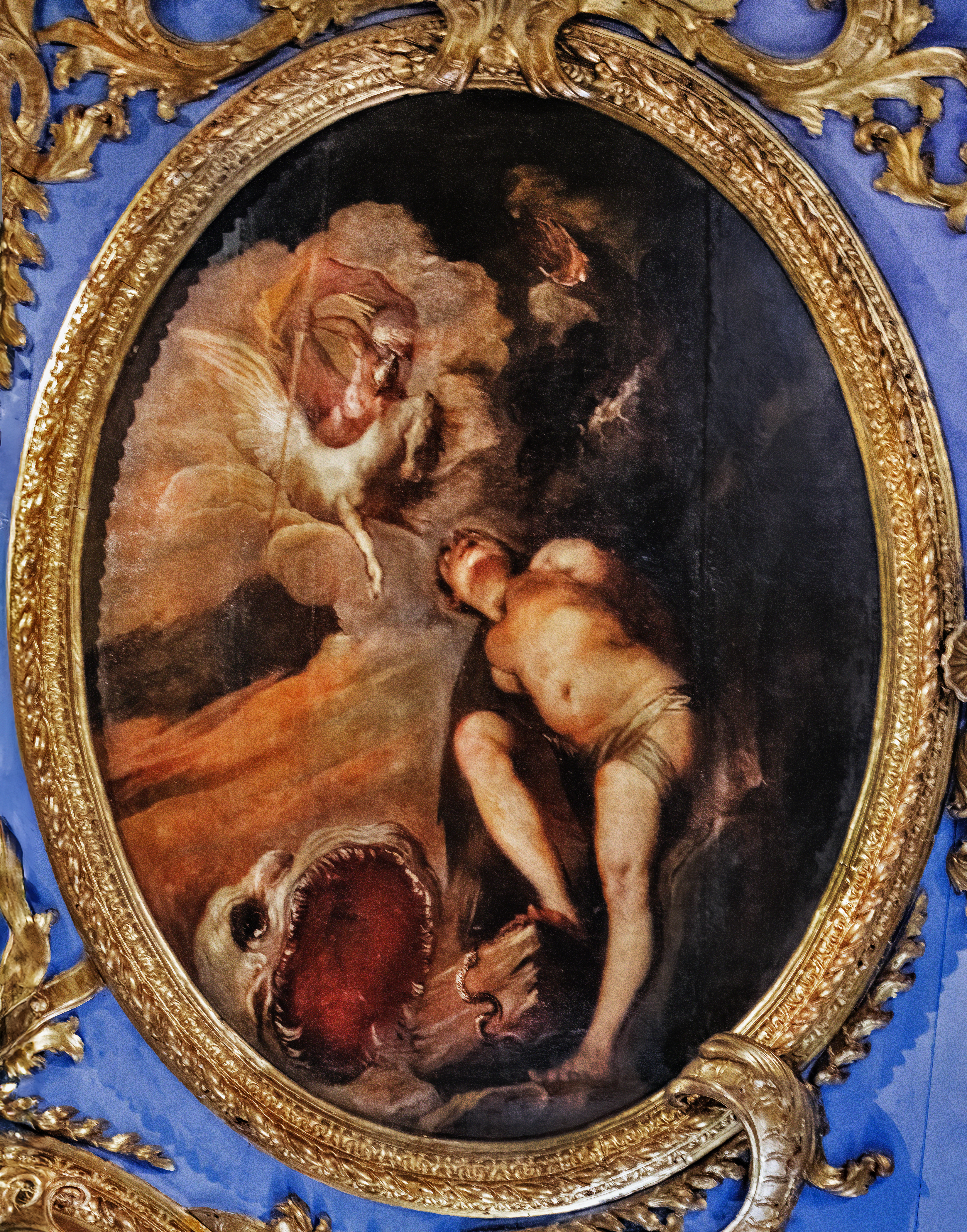
Perseo libera Andromeda (1655-60), Ca' Rezzonico

Francesco Maffei (Vicenza, 1605 circa – Padova, 2 giugno 1660) è stato un pittore italiano.

## Biografia
La sua prima formazione pittorica avvenne nella scuola vicentina di Alessandro Maganza, ma si completa con lo studio dei grandi pittori di scuola veneta del XVI secolo: Jacopo Bassano, Tintoretto e Paolo Veronese, artisti la cui lezione Maffei saprà riutilizzare per la sua maturazione in senso barocco.
Negli anni '20 e '30 del XVII secolo opera nella sua città natale, eccetto nel 1638, quando è documentato a Venezia, dove termina il suo percorso formativo, al fianco di Sante Peranda, dipingendo nella chiesa di San Nicola da Tolentino.
Tra gli anni '40 e la sua morte, intervenuta nel 1660, svolge la sua attività di pittore, oltre che nelle già citate città venete, a Brescia, a Rovigo, a Milano e a Padova, dove si trasferisce nel 1657 e dove, l'anno successivo, dipinge nella basilica di Sant'Antonio da Padova.
La parte più consistente della sua attività è svolta a Vicenza, dove appare come uno dei più importanti pittori del periodo e dove glorifica su grandi tele i podestà che governano la città per conto della Repubblica Serenissima. Di particolare pregio le opere conservate all'Oratorio di San Nicola da Tolentino, i suoi ultimi dipinti nella città berica prima del trasferimento a Padova nel 1657.
Francesco Maffei, pur essendo stato educato nell'atelier dei Maganza, si liberò delle atmosfere cupe e fumiganti del tardo Alessandro Maganza e prese a vivacizzare l'intonazione complessiva dei suoi dipinti impiegando pennellate velocissime intrise di gialli limone, fucsia, rossi magenta e arancioni ispirati al gusto cromatico di Andrea Vicentino. Parallelamente, trasportato da un'ansia narrativa sempre più pressante, rielaborava le proprie composizioni traendo suggerimenti dalle opere di Paolo Veronese. Nelle opere del quarto decennio la foga "protobarocca", rilevata dalla critica viene incrementata dalla conoscenza della pittura di Domenico Fetti, del tedesco Johann Liss, di Bernardo Strozzi e dell'ultimo Tiziano Vecellio. Tra il 1644 e il 1656 si scalano le Allegorie civili per il Palazzo Podestarile di Vicenza (ora al Museo Civico) e per la Chiesa della Beata Vergine del Soccorso (Rovigo). A questo periodo risalgono le opere per l'Oratorio di San Nicola da Tolentino e l'Oratorio delle Zitelle a Vicenza. In esse, pur conservando alla propria pittura l'ossatura formale manieristica, sfrangia i contorni, da cui fuoriesce una materia pittorica grassa e capace di riflettere una luce gemmea, esaltata dagli accostamenti complementari e veronesiani delle tinte.
Nel Martirio di San Sebastiano,  ritenuta «un'opera tipica e significativa del repertorio maffeiano», dove per la felice sintonia tra figure e ambiente si è visto un preludio alla poetica atmosferica dei Guardi, da notare come il tono grottesco lo avvicini a «Pietro Vecchia, mentre la libertà della composizione pittorica, sciolta ed ariosa, è prossima a certi indirizzi formali del Liss»

## Opere
Di seguito si riporta un elenco non esaustivo di opere di Francesco Maffei:
- 1626 - pala con San Nicola e l'angelo, prima opera certa, Oratorio di San Nicola da Tolentino
- 1629 - un Miracolo e la Morte di s. Gaetano, tele dipinte in occasione della beatificazione del Santo vicentino, Vicenza, chiesa di S. Stefano
- Presentazione della Vergine al Tempio, Rovigo, La Rotonda
- La Trinità, Vicenza, Oratorio di San Nicola da Tolentino
- 1640 ca. - Visitazione, Arzignano, chiesa di Santa Maria Elisabetta
- 1644 - Glorificazione del podestà Gaspare Zane, Vicenza, Museo civico
- 1646 - Glorificazione del podestà Bertucci Civran, Rovigo, La Rotonda
- 1647 - Natività di Gesù, olio su tela, Carpenedolo, Santuario di Santa Maria del Castello[3]
- Ultima cena, Verolanuova, Basilica di San Lorenzo
- 1650 - L'Angelo custode, Verolanuova, Basilica di San Lorenzo
- L'Angelo custode, Venezia, chiesa dei Santi Apostoli
- Martirio di tre santi, Augusta, Städtliche Kunstsammlungen
- I quattro cavalieri dell'Apocalisse, Rimini, Pinacoteca Comunale
- Enea nell'Ade, Roma, Accademia dei Lincei
- Adorazione dei Magi, Padova, chiesa di San Tommaso Becket
- Santi Filippo Neri e Ignazio di Loyola, Castelfranco Veneto, Duomo
- Caino e Abele, Genova, Musei di Strada Nuova - Palazzo Rosso
- Madonna con il Bambino in gloria con i Santi Francesco, Antonio da Padova, Bernardino da Siena e Ludovico di Tolosa, I martiri di Nagasaki, Schio, Chiesa di San Francesco
- Martirio di San Sebastiano, Olio su tela, 75,5 x 51,5, Udine, Coll. prof. Martino Scovacricchi